# Patriot (Schiff, 1916)
Die Patriot, auch HMS Patriot und später HMCS Patriot, war ein Zerstörer der Thornycroft-M-Klasse der britischen Marine (1916–1920) und später kanadischen Marine (1920–1927). Die Patriot und ihr Schwesterschiff Patrician waren die ersten Zerstörer der kanadischen Marine und wurden hauptsächlich als Schulschiff eingesetzt.

## Geschichte derPatriot
Im Februar 1915 erhielt die Werft von John I. Thornycroft & Company in Woolston nahe Southampton Bauaufträge für zwei Zerstörer, die als „specials“ ähnlich den beiden
1913/14 gebauten „specials“ Meteor und Mastiff ausgeführt werden sollten, obwohl die Werft inzwischen sechs Zerstörer nach dem Admiralitätsentwurf im Rahmen der Kriegsprogramme begonnen hatte. Die neuen Aufträge wurden im Juni/Juli 1915 begonnen, nachdem mit Michael und Milbrook die beiden ersten Kriegsaufträge vom Stapel gelaufen waren. Die auf Zerstörer spezialisierte Bauwerft, die bereits seit 1873 Torpedoboote lieferte, durfte ab diesem Auftrag im Krieg weiterhin Zerstörer abweichend von den Plänen der Admiralität bauen. Von den Kriegsbaureihen (M-, R-, S-, V- und W-Klasse) baute die Werft leicht abweichende Versionen, dazu dann noch die Flottillenführer der Shakespeare-Klasse.
Die beiden Neubauten des Februar-Auftrags mit den BauN° 806 und 805 liefen am 20. April als Patriot und am 5. Juni 1916 als Patrician vom Stapel. Patriot wurde dann am 27. Juni 1916 von der Royal Navy übernommen.

Die Neubauten verdrängten normal 985 ts und maximal 1130 ts. Sie hatten eine Länge von 274 ft über alles (265 ft p.p.), waren 27 ft 5 in breit und hatten einen Normal-Tiefgang von 9 ft. Der Treibstoffvorrat betrug 250 ts betragen. Mit der Maschinenanlage, drei Yarrow-Kesseln mit Ölfeuerung sowie zwei Sätzen Brown-Curtis-Getriebeturbinen, unterschieden sich die „specials“ vom Admiralitätstyp. In der Waffenausstattung gab es keine Abweichungen.
Die drei Schornsteine waren oval mit flachen Seiten und der mittlere deutlich dicker. Auch hatten die Thornycroft-specials einen etwas höheren Freibord als die nach dem Admiralitätsentwurf gebauten Zerstörer der M-Klasse.

### Einsätze im Weltkrieg
Kurz nach ihrer Übernahme durch die Royal Navy wurde die Patriot im Juli 1916 der im Mai neu gebildeten 14th Destroyer Flotilla bei der Grand Fleet zugeteilt, die in jenem Monat dreizehn neue Zerstörer der M-Klasse erhielt.
Anfang Juli 1917 war die Patriot an einer Operation gegen aus- und rückmarschierende deutsche U-Boote in der Nordsee beteiligt. Zusammen mit den Zerstörern Anzac (2nd Leader 14th DF), Norman (14th DF), Maenad (12th DF), Morning Star und Moon (beide 11th DF), die alle Fesselballons mitführten, fand eine Suchoperation auf den Marschwegen der deutschen U-Boote statt. Obwohl mehrfach U-Boote gesichtet wurden, kamen die Zerstörer nicht rechtzeitig in eine Angriffsposition und brachen die Operation am 8. Juli ab, da nicht mehr hinreichend Wasserstoff zum Befüllen der Ballons zur Verfügung stand. Unklar blieb auch, ob ein einzelnes U-Boot mehrfach gesichtet wurde oder ob mehrere U-Boote im Umfeld des Verbandes waren.

Am 11. Juli nahm die Patriot an einer ähnlichen Operation teil und führte auch selbst einen Fesselballon mit. Am 12. Juli meldete der Beobachter im eigenen Ballon ein an der Oberfläche laufendes U-Boot. Als Patriot sich näherte und das Feuer eröffnete, tauchte das U-Boot. Vom Ballon wurde der Zerstörer zur vermeintlichen Position des U-Boots geführt und warf Wasserbomben, deren Explosionen eine kleine Menge Öl an die Oberfläche brachten. Etwa eine Stunde später wurde eine weitere Unterwasserexplosion beobachtet und auf der Wasseroberfläche entstand ein Ölteppich. Es wird vermutet, dass U 69 versenkt wurde.
Mitte Oktober 1917 nahm die Patriot an einer großen Operation in der Nordsee teil. 30 Kreuzer und 54 Zerstörer bildeten acht Gruppen, die in der Nordsee verschiedene Positionen überwachten, um einen erwarteten deutschen Vorstoß früh zu entdecken und zu stoppen. Die 14th DF stellte Patriot mit Miranda, Nonpareil und Offa zur 3rd Light Cruiser Squadron ab, die mit Chatham, Yarmouth, Birkenhead und Chester sowie zwei Zerstörern der 12th DF die dritte Linie mitten in der Nordsee nach Norden. Trotz dieser Sicherungen gelang es den deutschen Minenkreuzern Bremse und Brummer unentdeckt bis zu den Shetlands vorzustoßen und am 17. Oktober einen britischen Konvoi von Norwegen nach Großbritannien anzugreifen und neun Handelsschiffe und die Zerstörer Mary Rose und Strongbow zu versenken und unbehindert nach Deutschland zurückzukehren.   siehe Seegefecht bei den Shetland-Inseln

Bis auf wenige Wochen im Frühjahr 1918 verblieb die Patriot bis zur Auflösung bei der 14th DF, die beim Kriegsende die Umrüstung auf Zerstörer der S- und der V- und W-Klasse begann. Als im März 1919 im Zuge der Nachkriegs-Reorganisation der Flotte die Flottille aufgelöst wurde, kam die Patriot zur Local Flotilla am Firth of Forth und dann im November 1919 zur Reserve in Portsmouth.

### Einsatz bei der RCN

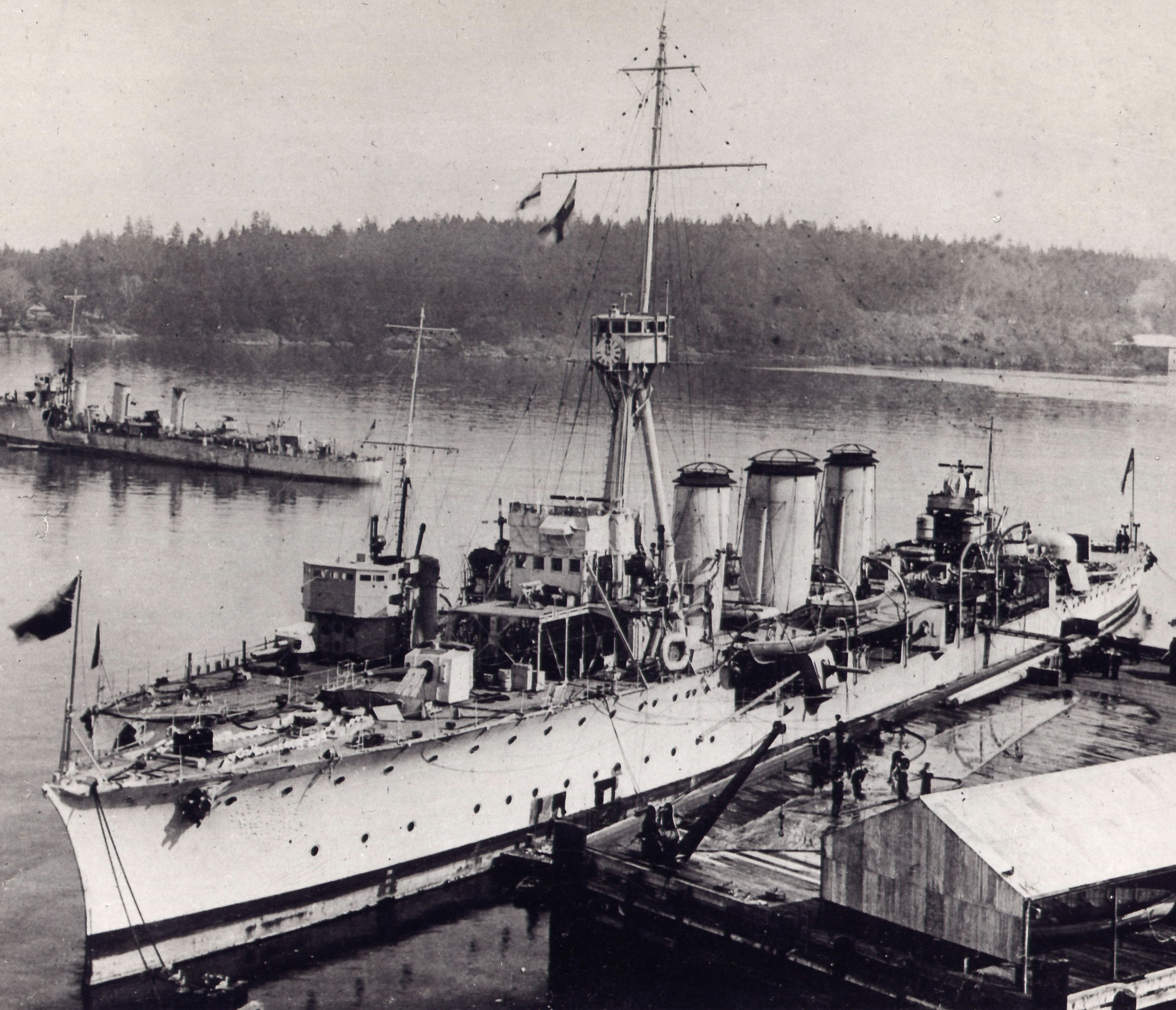
Der Kreuzer Aurora mit beiden Zerstörern in Esquimalt 1921

Im März 1920 nahm die kanadische Regierung das britische Angebot an, einen Kreuzer und zwei Zerstörer von der Royal Navy zu übernehmen. Die Royal Navy bot verschiedene Schiffe als Geschenk an, sogar ein Großkampfschiff wurde in Erwägung gezogen. Wegen des geringen Personalbestandes der Royal Canadian Navy (RCN) reduzierte sich das Geschenk auf drei Schiffe, um die beiden total veralteten Kreuzer Rainbow und Niobe zu ersetzen. Das Angebot der Royal Navy bestand dann aus dem Kreuzer Glasgow und den Zerstörern Talisman und Termagant der Talisman-Klasse. Die Kanadier wünschten möglichst moderne Standardschiffe mit wenig speziellen Ausbildungsbedarf.
Im September 1920 wurden Patriot und ihre Schwesterschiff Patrician für die Weitergabe nach Kanada ausgewählt. Dazu wurden noch einige Modernisierungsarbeiten an den Zerstörern durchgeführt. So bekamen sie eine geschlossene Kommandobrücke. Zusammen mit dem ebenfalls verschenkten Kreuzer Aurora wurden die beiden Zerstörer am 1. November 1920 von der Royal Canadian Navy in Devonport übernommen und der Verband verlegte dann im Dezember nach Halifax, wo sie kurz vor Weihnachten eintrafen. Die neuen Schiffe der RCN konnten von der Bevölkerung an den Weihnachtstagen besichtigt werden.
Aurora, Patrician und Patriot begannen im Frühling 1921 eine Ausbildungsfahrt in die Karibik. Der Verband lief nach dem Passieren des Panamakanals nach Norden bis zur kanadischen Marinebasis Esquimalt an der Pazifikküste. Ein Besuch in Puntarenas, Costa Rica, erfolgte auch, um Interessen der Royal Bank of Canada in einem Streit mit der Regierung Costa Ricas über die dortige Ölförderung deutlich zu machen. Auch soll die Reise der Verteilung geheimer Unterlagen an britische Vertretungen gedient haben. Im Sommer 1921 kehrte der Verband nach Halifax zurück.

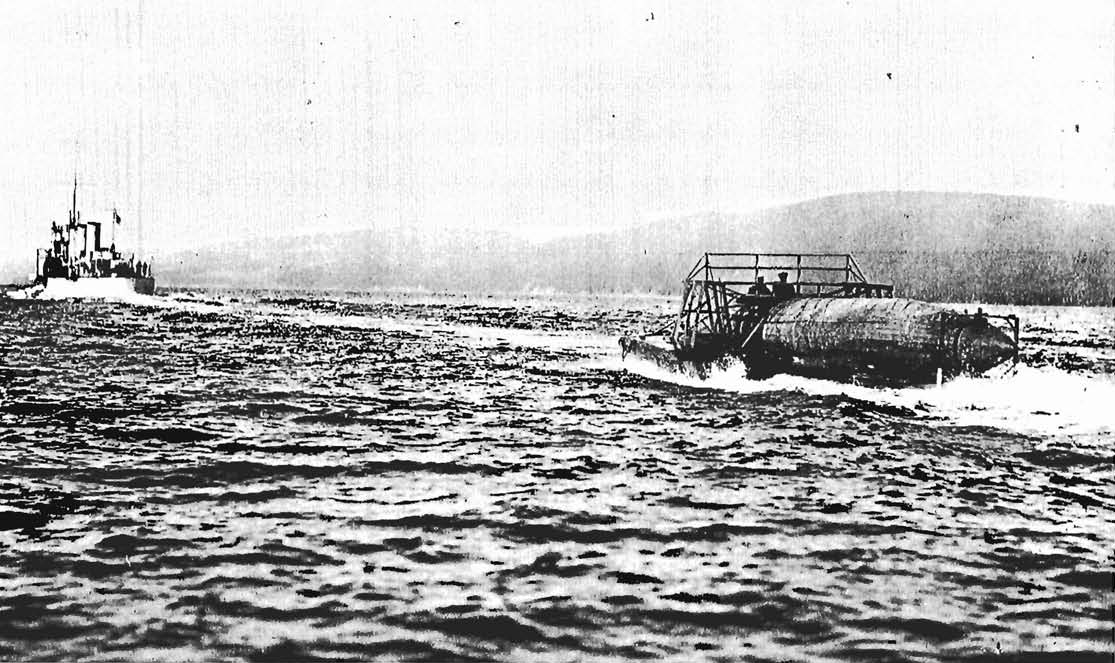
Patriot schleppt das HD-4 hydrofoil

Im September 1921 unterstützte die Patriot den Erfinder Alexander Graham Bell bei dessen Versuchen mit Tragflügelbooten, in dem der Zerstörer das Versuchsboot HD-4 in der Baddeck Bay des Bras d’Or Lake nahe von Baddeck, Nova Scotia, dem Wohnort von Bell, bei Versuchen schleppte.
Im Winter 1921/1922 nahmen die kanadischen Schiffe an den Übungen der Royal Navy in der Karibik teil. Im Sommer entschied die kanadische Regierung, vorerst keinen Ausbau der RCN zu betreiben. Die schlechte Finanzlage erforderte Sparmaßnahmen und der Bestand der Einheiten wurde reduziert. Die Aurora wurde außer Dienst gestellt und nicht weiter unterhalten. Patriot verblieb an der Ostküste als Ausbildungs- und Trainingsschiff auf für die neu gegründete Royal Canadian Naval Volunteer Reserve, während die Patrician an die Westküste nach Esquimalt verlegte, um dort die gleichen Aufgaben zu erfüllen. Patriot machte dazu noch fast jedes Jahr eine Fahrt in die Karibik, um mit der Royal Navy zu trainieren.
Der ständige Trainingsdienst und die Tatsache alleiniges Hochseeschiff der jeweiligen Station zu sein, beanspruchte die Zerstörer erheblich. In den Nachkriegsjahren war es üblich, einen aktiven Zerstörer alle sechs bis acht Jahre gründlich und umfassend zu überholen (sog. D2-refit). Die 1916 fertiggestellten M-Zerstörer hatten eine derartige Überholung nie erhalten. 1927 begann die RCN die Suche nach einem Ersatz für Patriot und Patrician. Schließlich bestellte die Regierung in Großbritannien zwei Neubauten (Skeena und Saguenay) und lieh dazu noch mit Vancouver ex Toreador und Champlain ex Torbay zwei Zerstörer der S-Klasse kurzfristig aus. Patriot wurde daraufhin im Dezember 1927 außer Dienst gestellt. Der Zerstörer wurde nach Großbritannien überführt und 1929 in Briton Ferry, Wales abgebrochen.

## Das SchwesterschiffPatrician

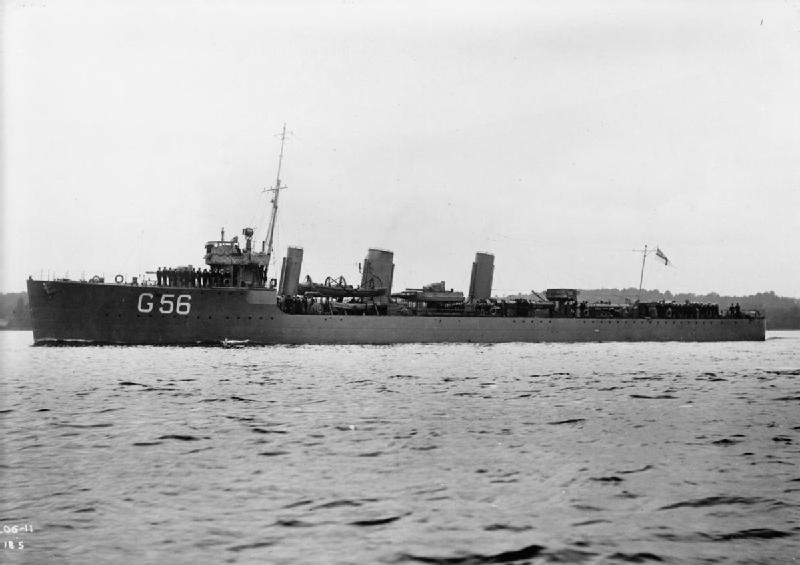
Patrician, 1916

Neben dem M-Klasse-Zerstörer Patriot wurde auch sein Schwesterschiff HMS Patrician 1920 an die Royal Canadian Navy abgegeben. Der Zerstörer hatte im Weltkrieg überwiegend bei der 13th Destroyer Flotilla gedient, welche die Battlecruiser Force sicherte und in Rosyth stationiert war. Diese Flottille erhielt schon im Herbst 1917 erste Zerstörer der V-Klasse. Zum Ende des Weltkriegs verfügte die vom Kreuzer Champion geführte Flottille über zwei Leader der V-Klasse, 20 Zerstörer der V- und W-Klasse, sieben der R-Klasse und nur die Patrician der M-Klasse, die eine Art Reserve innerhalb der Flottille war.
1920 bis zum Sommer 1922 versahen die drei neuen Einheiten der RCN ihre Aufgaben oft zusammen. Nach der Regierungsentscheidung, den Aufwand für die Marine zu reduzieren, wurde die Patrician im Herbst 1922 zur kanadischen Pazifikküste verlegt. Dort bildete sie in den nächsten fünf Jahren Angehörige der Marinereserve aus. Der eigenartigste Auftrag in diesen Jahren war die erfolglose Suche nach Bankräubern im November 1924, die angeblich mit einem Motorboot in die USA geflohen waren.

Patrician wurde am 1. Januar 1928 außer Dienst gestellt und dann 1929 nach Seattle zum Abbruch verkauft.